# Braciola di maiale

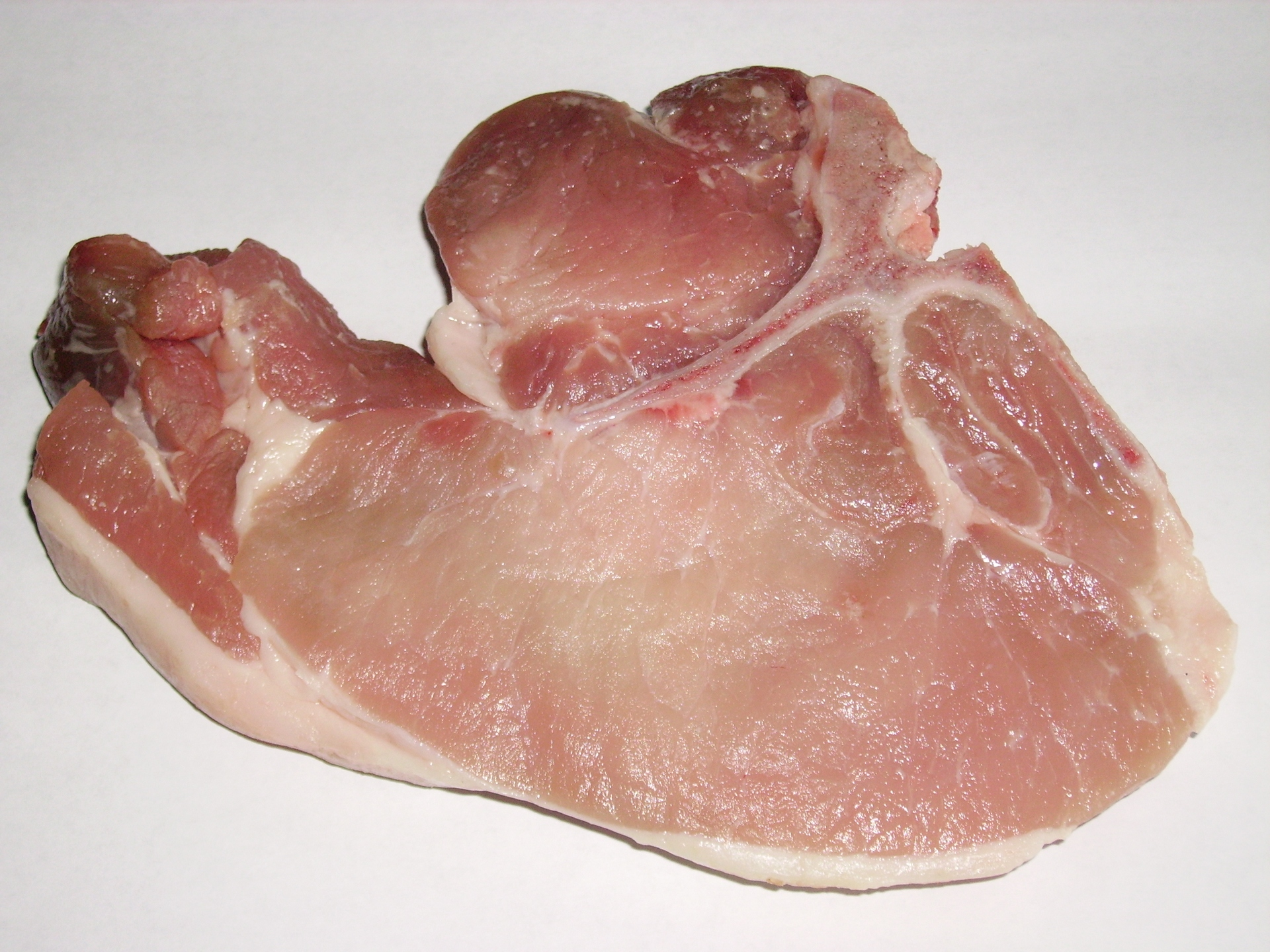
Braciola di maiale cruda

La braciola di maiale è un taglio di carne suina ricavato dal carré di lombo (preso perpendicolarmente alla spina dorsale della carcassa del maiale), costituito di solito da una costola o parte di una vertebra. Le braciole di maiale non sono lavorate e sono più magre di altri tagli. Le braciole sono comunemente servite come porzione singola, eventualmente accompagnate da contorni di verdura o altro.

## Varianti
Il taglio centrale della braciola di maiale comprende un grosso osso a forma di T ed è l'equivalente della bistecca di costata di manzo con l'osso. Le braciole ricavate dalla spalla provengono dalla spina dorsale e tendono a contenere molto tessuto connettivo, mentre la braciola di controfiletto viene prelevata dall'estremità della zampa posteriore e contiene anche molto tessuto connettivo. L'estremità della spalla produce braciole notevolmente più grasse di quelle ricavate dall'estremità del lombo.

## Consumo
È un taglio di carne versatile, che può essere trasformato in tanti piatti e ricette diverse.
Le braciole di maiale sono adatte per essere arrostite, grigliate o fritte; esistono anche ricette. Il taglio può essere preparato con l'osso oppure disossato. Le braciole di maiale vengono solitamente tagliate in fette altre circa 1,5-3 cm di spessore.
Dal momento che la carne di maiale deve essere cotta più a lungo di quella di manzo, con il rischio che diventi troppo secca, le braciole di maiale possono essere messe in salamoia per mantenere l'umidità. Le moderne tecniche di allevamento permettono tuttavia di cuocere la carne di maiale a una temperatura più bassa rispetto al passato, aiutandola così a rimanere succosa, pur rimanendo sicura da mangiare. Le linee guida del governo degli Stati Uniti raccomandano una temperatura minima di cottura di 63 °C (145 °F).
La bifana è un tipico panino portoghese (diffuso anche nell'ex colonia di Macau) contenente una braciola di maiale.